# Lowndes Grove

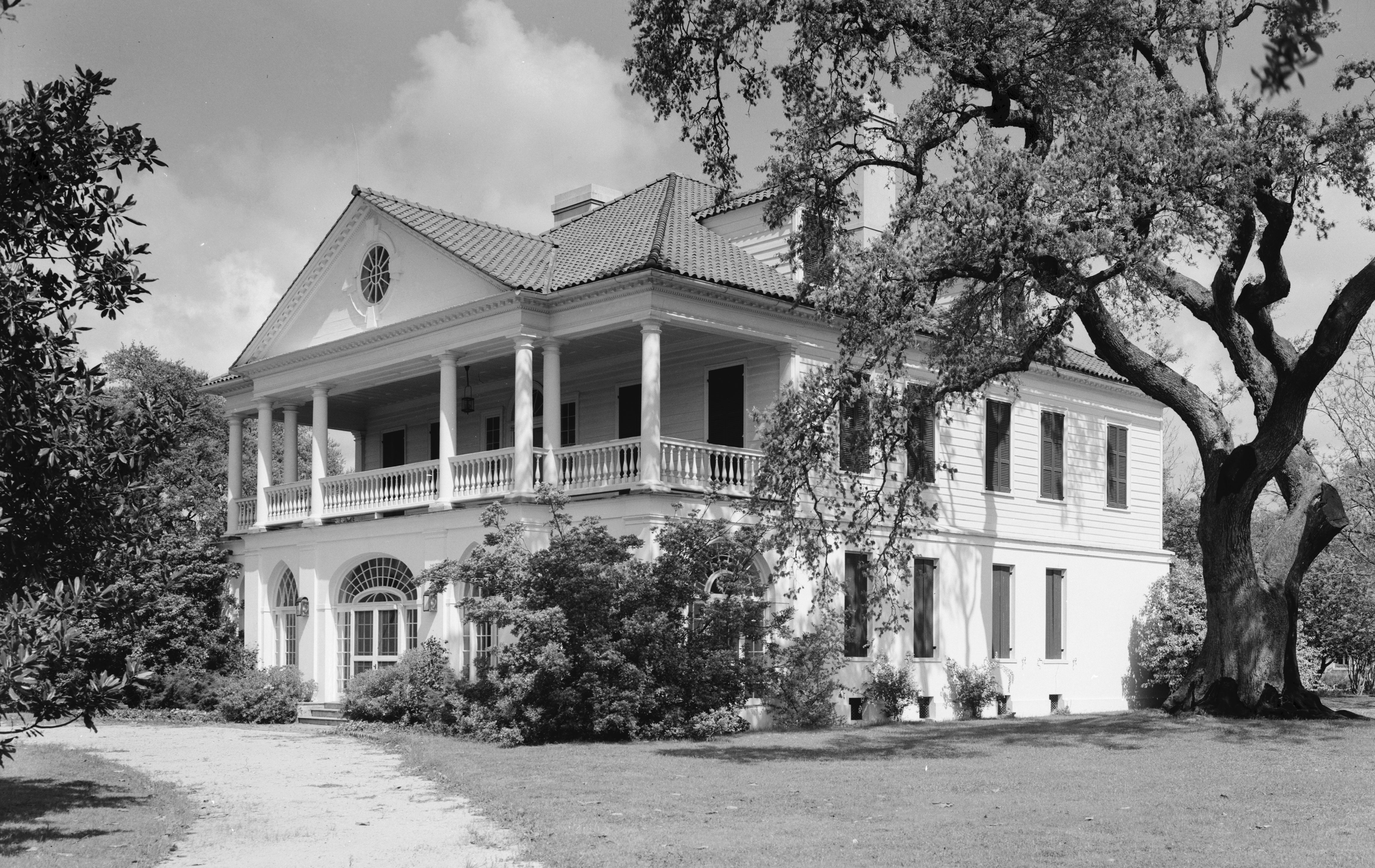
Lowndes Grove (1940)

Lowndes Grove  oder The Grove oder Grove Farm ist ein Haus, das um 1786 am Ashley River in Charleston, South Carolina erbaut wurde. Es befindet sich auf einem dreieckigen Grundstück an St. Margaret Street, 5th Avenue und 6th Avenue. Das Gebäude wurde am 30. August 1978 in das National Register of Historic Places aufgenommen.

## Geschichte
John Gibbes erbaute ein Haus und den Garten mit Gewächshäusern in The Grove vor dem Amerikanischen Unabhängigkeitskrieg an. Das Haus wurde vermutlich durch britische Truppen 1779 niedergebrannt, aber die Gärten blieben erhalten. Um 1786 wurde das Anwesen von George Abbot Hall erworben. Weil seine Vermögensaufstellung 1791 ein Haus auf dem Anwesen erwähnt, wird angenommen, dass das heutige Haus um 1786 entstand.
The Grove war ein durchaus beliebter Ort zur Abhaltung von Duellen, darunter das zwischen den beiden Generälen Christopher Gadsden und Robert Howe. Das Anwesen kaufte 1803 William Lowndes, der in den Kongress der Vereinigten Staaten gewählt wurde und Abgeordneter blieb, bis er 1822 aus gesundheitlichen Gründen auf eine Wiederwahl verzichtete.
Nachdem das Anwesen mehrere Male den Besitzer gewechselt hatte, wurde ein Geschäftsmann aus Charleston, Frederick W. Wagener, Eigentümer von Haus und Grundstück. Er war Präsident der South Carolina Inter-State and West Indian Exposition und deren Hauptveranstalter; die Ausstellung fand 1901–1902 auf seinem 250 Acre (100 Hektar) großen Grundstück statt. Das Haus auf Lowndes Grove wurde als Woman’s Building genutzt.

## Architektur
Das Gebäude ist ein zweieinhalbstöckiges Haus auf einem erhöhten Fundament. Sockel und Erdgeschoss sind aus verputzten Backsteinen gebaut, der Rest des Hauses ist in Holzständerbauweise errichtet. Der ursprüngliche Stil des Hauses entsprach vermutlich Georgianischer Architektur, das tatsächliche Aussehen des Hauses ist jedoch aufgrund der zahlreichen Renovierungen unbekannt. Es hatte vermutlich einen doppelten Portikus, der um 1830 in eine Veranda mit dorischen Säulen und Balustrade umgebaut wurde, die fünf Joche umfasst. Die drei mittleren Abschnitte treten aus der Fassadenfront hervor. Sie sind mit Gesims und Opaion versehen. Die Veranda und das Haus haben Giebeldreiecke mit Zahnverzierungen. Bei der Renovierung um 1830 wurde das Haus nach hinten erweitert. Die Seiten des Hauses haben Sprossenfenster mit zweimal neun Feldern zum Aufschieben.
Das Haus hat ein Satteldach, das in den 1920er Jahren mit Dachziegeln aus Terracotta neu gedeckt wurde. Zwei Dachgauben befinden sich an beiden Enden, auf der Rückseite sind es drei. Das Haus verfügt über zwei innenliegende Kamine, deren Abdeckungen auf Konsolen liegen.
Im Innern liegen im Erdgeschoss vier Räume, die um die zentrale Halle angeordnet sind. Decken und Wände sind verputzt, die Fußböden im Originalzustand. Die meisten Räume sind mit Gesimsen, Deckenmedaillons und geschnitzten Kamineinfassungen ausgestattet. Im ersten und zweiten Obergeschoss wurden die Räume an der Nordwestseite im Regency-Stil gestaltet, als das Haus erweitert wurde. Der nach Nordosten liegende Raum wurde bei einem Brand im 20. Jahrhundert schwer beschädigt. und danach als Küche und Bibliothek wiederaufgebaut. Im Treppenhaus führt eine Wendeltreppe nach oben, Tageslicht wird durch ein rundes Oberlicht eingelassen. Additional pictures are available.